# Catherine Share
Catherine Louise Share, genannt „Gypsy“ (* 12. Dezember 1942 in Paris, Frankreich), ist eine ehemalige Schauspielerin, die vor allem als Mitglied der „Manson Family“ bekannt geworden ist und in den 1970er Jahren wegen verschiedener Delikte inhaftiert war.

## Kindheit und Jugend
Catherine Share wurde als Tochter eines Ungarn und einer Deutschen in Paris geboren. Ihre Eltern waren zu diesem Zeitpunkt in der französischen Résistance und lebten im Untergrund, die Eltern ihres Vaters kamen durch den Holocaust ums Leben. Ihre Eltern begingen noch während des Krieges Suizid, hatten jedoch vorher über einen Anwalt eine französische Aktivistin als Pflegemutter ihrer Tochter gesucht. Diese heiratete nach dem Krieg einen amerikanischen Psychologen und Share zog als Adoptivkind des Paares nach Kalifornien.
Ihre Adoptivmutter starb an einem Krebsleiden, als Share 16 Jahre alt war. Nachdem ihr Adoptivvater sich wieder verheiratet hatte, zog Share von zu Hause aus und kam in Kontakt mit der frühen kalifornischen Hippieszene. Ihren Lebensunterhalt verdiente sie als Verkäuferin und als Schauspielerin in B-Movies unter dem Pseudonym „Manon Minette“.

## Mitgliedschaft in der Manson Family
Bei einer solchen Produktion lernte Catherine Share 1968 Bobby Beausoleil kennen, einen Bekannten von Charles Manson, der zeitweise dessen Habitus als „Guru“ einer hauptsächlich aus Frauen bestehenden Kommune imitierte. Mit dieser Gruppe zog Share im Sommer 1968 durch Kalifornien. Ab dem Winter 1968/69 lebte Beausoleils Gruppe dauerhaft mit der Manson Family auf der Spahn Movie Ranch zusammen.
„Gypsy“, wie Share innerhalb der Kommune genannt wurde, war an den Morden der Gruppe im Sommer 1969 nicht unmittelbar beteiligt. Allerdings gehörte sie zum engsten und loyalsten Kreis der Manson-Anhängerinnen. So wirkte sie aktiv an der Gewinnung neuer Mitglieder mit. Nach der Verhaftung Mansons und der anderen Mordverdächtigen gehörte sie mit Lynette Fromme und Sandy Good zum Führungskreis, der die Family weiter am Leben hielt und ihre Auftritte während der Prozesse koordinierte.

## Krimineller Werdegang
Am 21. August 1971 war Share gemeinsam mit Mitgliedern der rechtsextremen Aryan Brotherhood an einem Überfall von Manson-Anhängern auf ein Waffengeschäft beteiligt, der offensichtlich der Vorbereitung von Terroranschlägen dienen sollte. Alle Beteiligten wurden auf frischer Tat ertappt, Share wurde während des Schusswechsels mit der Polizei verletzt und wegen dieser Tatbeteiligung zu fünf Jahren Gefängnis verurteilt.
Im Gefängnis heiratete sie Kenneth Como, ein Mitglied der Aryan Brotherhood. 1979 geriet das Paar erneut wegen verschiedener Betrugsdelikte mit dem Gesetz in Konflikt. Share wurde in diesem Zusammenhang wegen Hehlerei und Kreditkartenbetrugs verurteilt. Nach dieser Strafe und der Scheidung von Como verschwand Share aus der Öffentlichkeit. In späteren Interviews distanzierte sie sich von Manson und unterstützte Free Indeed Ministeries, eine Vereinigung Wiedergeborener Christen, der mehrere ehemalige Family-Mitglieder angehören.
Share äußert sich in der Filmdokumentation Charles Manson – Mythos eines Mörders ausführlich.